# Красний Дол
Кра́сний Дол (рос. Красный Дол, ерз. Красный Дол) — селище у складі Лямбірського району Мордовії, Росія. Входить до складу Александровського сільського поселення.

## Населення
Населення — 35 осіб (2010; 47 у 2002).
Національний склад (станом на 2002 рік):
- росіяни — 85 %